# Estación de Lebrija
Lebrija es una estación ferroviaria situada en el municipio español de Lebrija, en la provincia de Sevilla, comunidad autónoma de Andalucía. Dispone de servicios de Media Distancia y de algunos servicios de cercanías.

## Situación ferroviaria
Las instalaciones se encuentran situadas en el punto kilométrico 74,2 de la línea férrea de ancho ibérico Alcázar de San Juan-Cádiz, entre las estaciones de Las Cabezas de San Juan y de Aeropuerto de Jerez. El kilometraje toma Sevilla como punto de partida, cabecera del antiguo trazado Sevilla-Cádiz.

## Historia
La estación fue inaugurada el 1 de mayo de 1860 con la apertura del tramo Sevilla-Jerez de la Frontera de la línea que pretendía unir Sevilla con Cádiz. Las obras corrieron a cargo de la Compañía de los Ferrocarriles de Sevilla a Jerez y de Puerto Real a Cádiz que poco después cambió su nombre al de Compañía de los Ferrocarriles de Sevilla a Jerez y Cádiz. En 1877 la línea se integró en la red de la Compañía de los Ferrocarriles Andaluces. En 1936, durante la Seguna República, «Andaluces» fue nacionalizada e integrada en la Compañía Nacional de los Ferrocarriles del Oeste debido a sus problemas económicos. Esta situación no duró mucho ya que en 1941, con la nacionalización de toda la red ferroviaria española, la estación pasó a manos de RENFE.
Desde el 31 de diciembre de 2004 Renfe Operadora explota la línea mientras que Adif es la titular de las instalaciones ferroviarias.
Hasta el 7 de julio de 2013 paraban trenes en la antigua estación, hoy sin servicio. A partir de esta fecha, se inauguró la nueva estación de Lebrija de Alta Velocidad a unos kilómetros al sur que reemplazó completamente la vieja estación. La vía antigua de tren fue desmantelada y dejó de pasar por la estación antigua al construirse una variante de nuevo trazado independiente. Se abrió en vía única el tramo de alta velocidad desde Marismillas a tres kilómetros al sur de la estación de Las Cabezas de San Juan hasta el Aeropuerto der Jerez. En abril de 2014, se finalizó el montaje y electrificación de la segunda vía, conformándose el esquema final de explotación.

## Servicios ferroviarios

### Media Distancia
Renfe Operadora presta servicios de Media Distancia en la estación gracias a su línea 65 que une Sevilla con Cádiz con una frecuencia que alcanza, en días laborables los once trenes en ambos sentidos. Algunos de estos tienen como destino/origen las estaciones de Córdoba y de Jaén. De estos últimos, algunos son trenes Avant que aprovechan los trazados de alta velocidad existentes entre Sevilla y Córdoba.
| Línea MD | Trenes | Origen/Destino |  | Destino/Origen |
| -------- | ------ | -------------- |  | -------------- |
| 65       | MD     | Sevilla Jaén   |  | Cádiz          |

### Cercanías
Si bien la línea C-1 de Cercanías Sevilla tiene como terminal sur la estación de Utrera algunos trenes continúan hasta Las Cabezas de San Juan y Lebrija. En concreto, 5 son los trenes que en días laborables prolongan su recorrido.
| procedencia/destino | < estación              | Línea | estación > | destino/procedencia |
| ------------------- | ----------------------- | ----- | ---------- | ------------------- |
| Lora del Río        | Las Cabezas de San Juan |       | Terminal   | Terminal            |